# Eppishausen
Eppishausen là một đô thị ở huyện Unterallgäu bang Bayern, Đức.